# ZooMoo
ZooMoo es un canal de televisión por suscripción de origen neozelandés de programación preescolar centrado en el mundo animal.

## Historia
En 2012, las compañías de biología Beach House Pictures de Singapur y NHNZ (Natural History New Zealand) de Nueva Zelanda, firmaron una alianza con la compañía DirecTV para crear un canal de televisión infantil.
ZooMoo fue lanzado primera vez en Brasil el 11 de septiembre de 2013 través de SKY, siendo propiedad de Beach House Kids y NHNZ y el 21 de agosto de 2014 para el resto de América Latina través de DirecTV.
El 4 de abril de 2014, se lanzó ZooMoo en Singapur a través de Starhub.
En 2016, la empresa canadiense Blue Ant Media adquirió NHNZ y Beach House Kids, incluyendo ZooMoo Networks. Ese mismo año ZooMoo llega a Estados Unidos en español.
En marzo de 2020 en Brasil, el canal cambió su logotipo y nombre a ZooMoo Kids. En el mismo mes, Claro anunció la salida del canal el 31 de marzo, junto con su canal hermano Love Nature, sin embargo, los canales permanecerán por tiempo ilimitado en el operador.
En junio de 2025 en Brasil, el canal cambió su logotipo y nombre a DumDum.